# Freienwill
Freienwill er en kommune beliggende syd for Flensborg i det nordvestlige Angel i Sydslesvig. Administrativt hører kommunen under Slesvig-Flensborg kreds i delstaten Slesvig-Holsten i det nordlige Tyskland. I kirkelig henseende hører kommunen til Lille Solt Sogn. Sognet lå i Ugle Herred (Flensborg Amt), da området tilhørte Danmark.

## Geografi
Egnen er præget af let kuperet terræn med store hedestrækninger og traditionelle landbrugsområder. Nord for Lille Volstrup ligger Volstrup Skov (Wolstruper Holz), nordøst for landsbyen Høgebjerget (Höckeberg) og mod syd den populære badesø Holmark Sø.

## Historie
Kommunen opstod i sin nuværende form ved kommunalreformen i 1974, hvor Lille Solt og Lille Volstrup kommuner blev slået sammen. Den nye kommune råder nu over et areal på 1530 ha. Den omfatter landsbyerne og bebyggelser Lille Solt (Kleinsolt), Lillesoltskov (Kleinsoltholz), Lillesolt Hedemark (Kleinsolt-Heidefeld), Lille Volstrup (Kleinwolstrup), Grønholm (Grünholm), Hjortholm (Hirschholm), Holmark, Hvilbjerg (på dansk også Vilbjerg, Wielenberg), Krim (Krimm), Kylsvæk (Kysweek), Smedekro (Schmiedekrug), den tidligere husgruppe Torsballe (Thorsbüll eller Thürenballig) samt kolonistgårde Glædegård (Freudenhof), Prindsgaard (Prinzenhof) og Walkenhof (Walkengård), som opstod som led i den jyske hedekolonisation omkring 1763. Kommunen samarbejder på administrativt plan med nabokommunerne i Hyrup kommunefællesskab (Amt Hürup).
Freienwill er et eksempel på et nyt navn uden dansk forgænger . Kommunenavnet er hentet fra en forhenværende kro (Freienwill Kro) uden for Lille Solt. Navnet betyder Fri vilje, det må sigte til ejerens frie dispositionsret over kroen. Først i den tyske periode omkring 1900 opstod der bebyggelse omkring kroen, og ved sammenslutning af Lille Solt og Lillevolstrup i 1974 kom kronavnet til at være det nye kommunenavn. Mens Lille Solt og Lille Volstrup er typiske klyngebyer, er det nyere bebyggelse Freienwill en vejby.
Stednavnet Solt er enten afledt af salt eller glda. *sol for et sumpet område, hvilket passer godt på terrænet ved nabobyen Store Solt . Kolonistgården Prindsgaard er antageligt opkaldt efter kronprinsen, den senere Christian 7. Gården Krim blev bygget under Krimkrigen. Stednavnet Kylsvæk beskriver hjørnet af Lillesoltmark, der strækker sig ind i Kilsgaarde i nabosognet Hyrup. Forleddet er muligvis kil, det oprindelige navn på Kilsgaarde med runding af i til y.